# Sainte-Blandine (Isère)
 Sainte-Blandine  es una población y comuna francesa, en la región de Ródano-Alpes, departamento de Isère, en el distrito de La Tour-du-Pin y cantón de La Tour-du-Pin.

## Demografía
| 587 | 491 | 482 | 666 | 747 | 764 |
| Para los censos de 1962 a 1999 la población legal corresponde a la población sin duplicidades (Fuente: INSEE [Consultar]) |     |     |     |     |     |